# Wallfahrtskirche Maria Laab

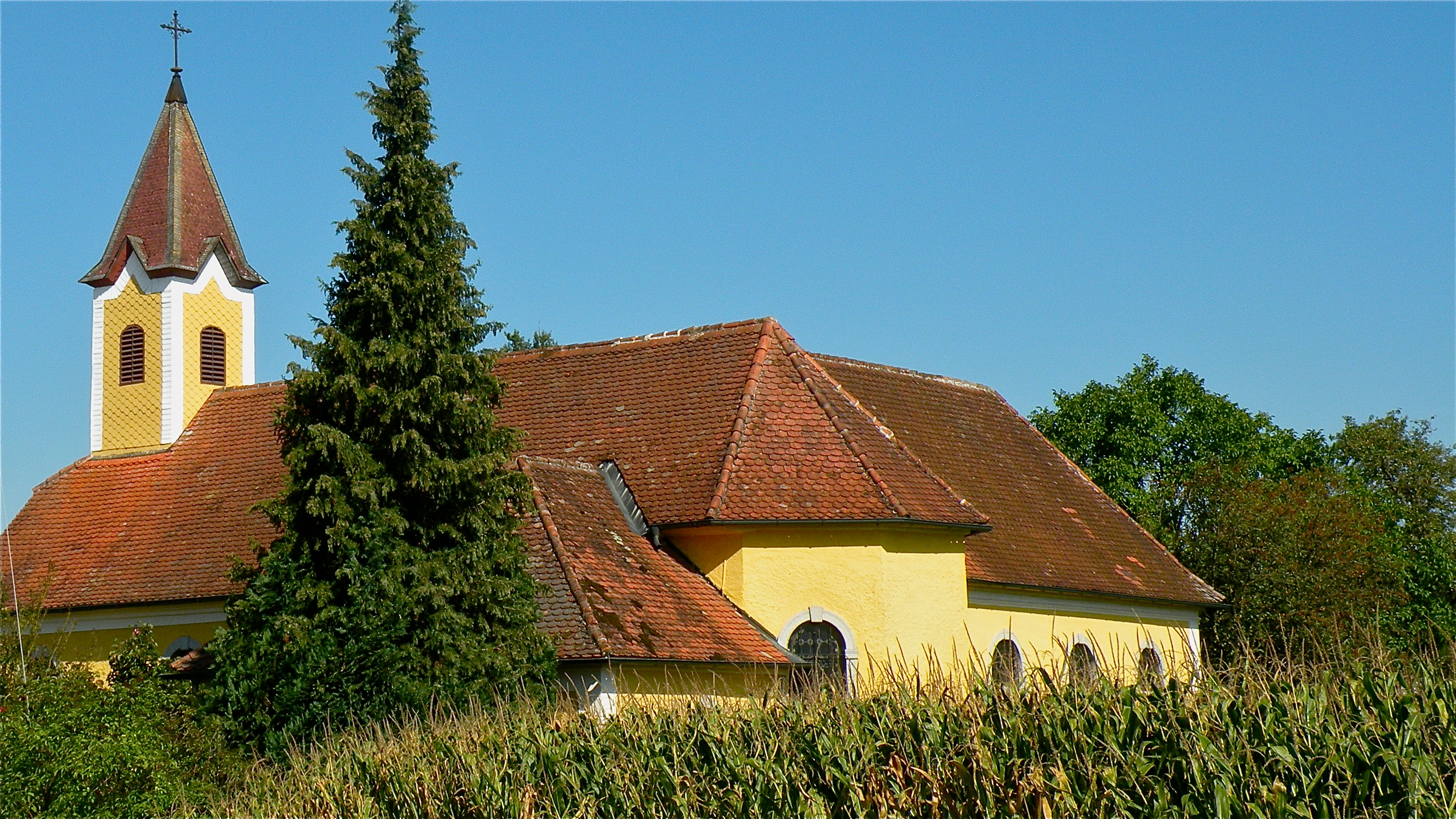
Wallfahrtskirche Maria Laab. Ansicht von Südosten

Die Wallfahrtskirche Maria Laab steht in der Ortschaft Laab in der Katastralgemeinde und Marktgemeinde Naarn im Machlande im Bezirk Perg und ist eine Filialkirche der Pfarre Naarn in Oberösterreich.

## Lage
Die Kirche samt einem historischen Gasthaus steht eher einsam inmitten der weitläufigen Ebene des Machlands direkt an der Landesstraße, die die alten Kirchenstandorte Naarn und Mitterkirchen verbindet (Straße Nr. L 570).

## Geschichte

### Bauwerksensemble
Sowohl der Anlass als auch das Datum der Errichtung der Kirche in Laab sind unbekannt. Die erste urkundliche Erwähnung der Kirche erfolgte 1092 in den Aufzeichnungen der Herrschaft Steyregg als Zukirche von Naarn.
Die Mauern des nach Osten ausgerichteten Langhauses (Hauptschiff) und des Chores sind gotisch und aus dem 15. Jahrhundert. 1720/1730 erfolgte der Anbau eines weiteren nach Norden ausgerichteten Langhauses (Nebenschiff). Unter Pfarrer Tober und Alois Asamer wurde die Kirche 1897–1901 renoviert. Dabei verschwand auch der barocke Turmhelm. Die Kirche erhielt das aktuelle neoromanische Aussehen. Im Jahr 1917 wurden die historischen Glocken mit den Jahreszahlen 1413 und 1464 für Kriegszwecke abgenommen. Eine weitere Außen- und Innensanierung erfolgte 1981 unter Pfarrer Johann Zauner.
Das Gasthaus zu Laab (moderne Adresse Laab Nr. 1) gleich neben der Kirche dürfte gleichzeitig mit der Kirche erbaut worden sein. Es gehörte einst auch der Pfarre Naarn. Das historische Haus, nunmehr in Privatbesitz, kann für stilvolle Feiern gemietet werden.

### Wallfahrten
Maria Laab entwickelte sich im 17. Jahrhundert zu einem regionalen Wallfahrtsort, zu dem jede Pfarre aus der Umgebung an einem bestimmten Tag im Jahr ihre Wallfahrt hatte. Die Wallfahrt der Pfarre Mitterkirchen am 2. Juli jeden Jahres blieb erhalten. Die Höhe der Opfergelder, die in Laab aufgebracht wurden, war doppelt so hoch wie jene der Pfarrkirche in Naarn. In der ersten Hälfte des 18. Jahrhunderts hatten um die Kirche ein Lebzelter und drei Bäcker ihre Verkaufsstände. Nachdem im Jahr 1754 das Maria-Krönungsbild vom Seiten- auf den Hochaltar der kleinen Kirche übertragen worden war, kam ab 1757 die Bezeichnung Maria Laab für die Örtlichkeit auf. Die Wallfahrtskirche war von den josephinischen Reformen stark betroffen, da unter Kaiser Joseph II. die Wallfahrten untersagt und die Kirche geschlossen wurde. Erst 1824 wurde sie renoviert und wieder eröffnet.
Überregionale Wallfahrten fanden bis zu Beginn des Ersten Weltkrieges statt, beispielsweise war Maria Laab eine Zwischenstation für Wallfahrer aus Böhmen auf ihrem Weg nach Mariazell.

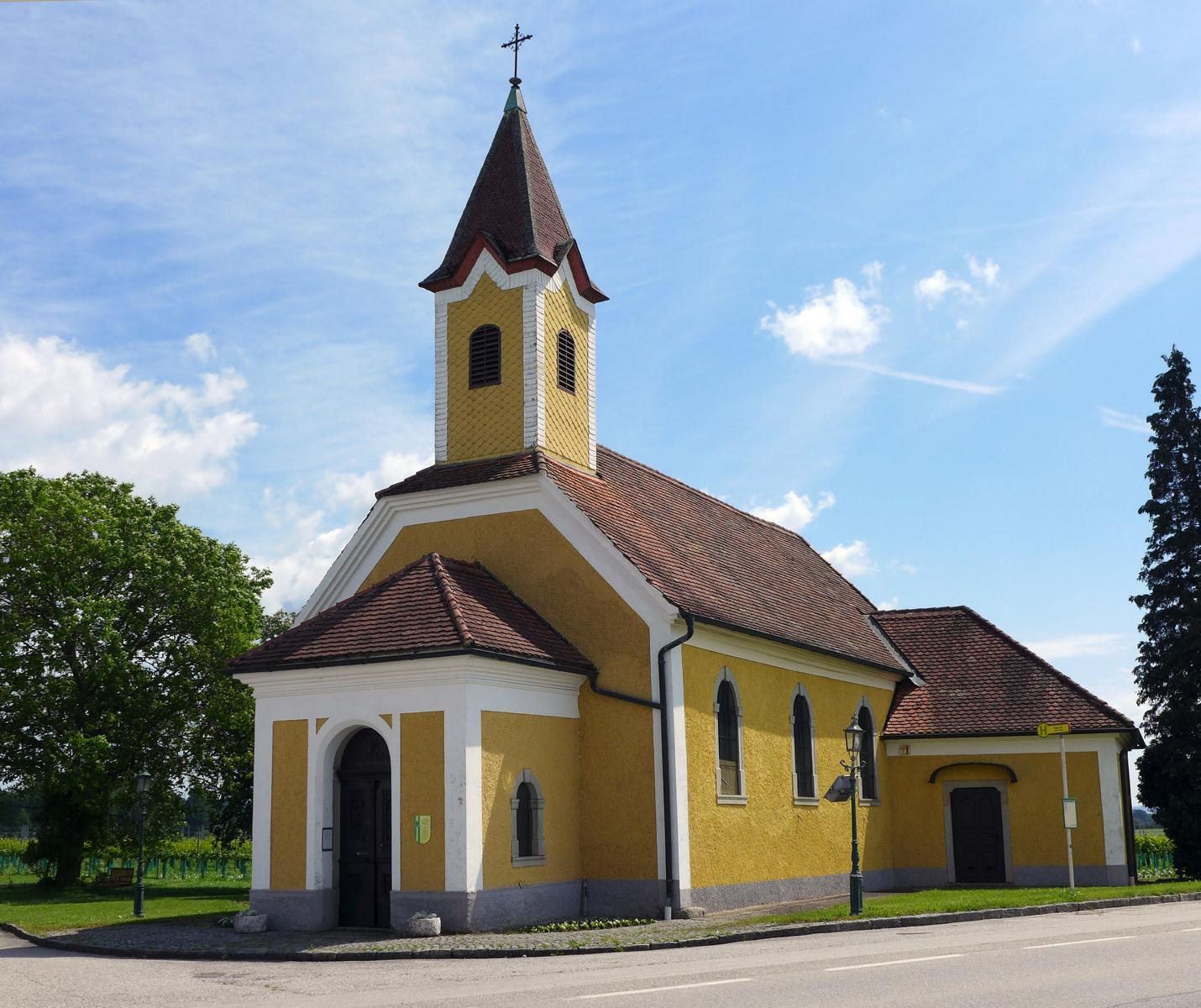
Ansicht von Südwesten
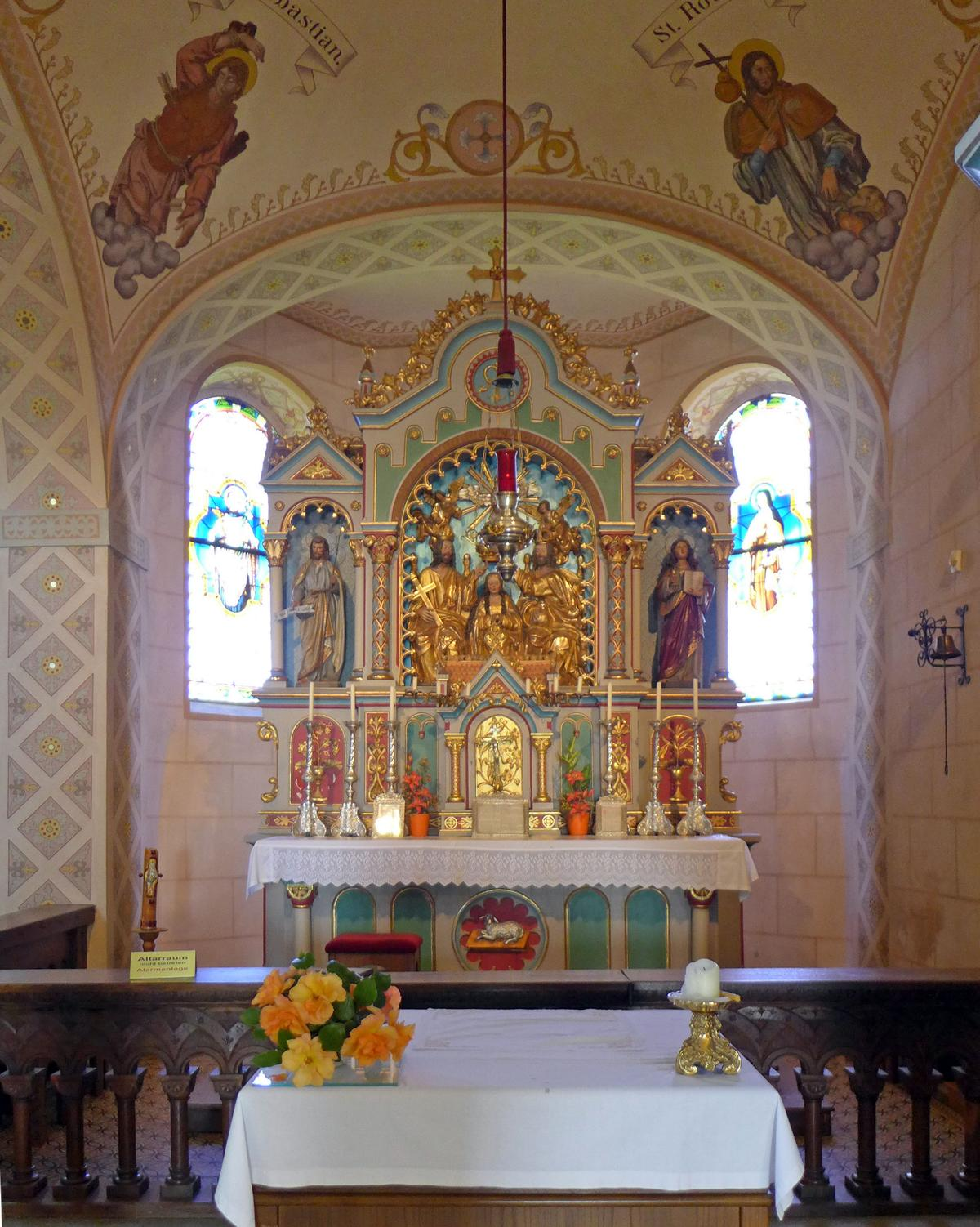
Hochaltar
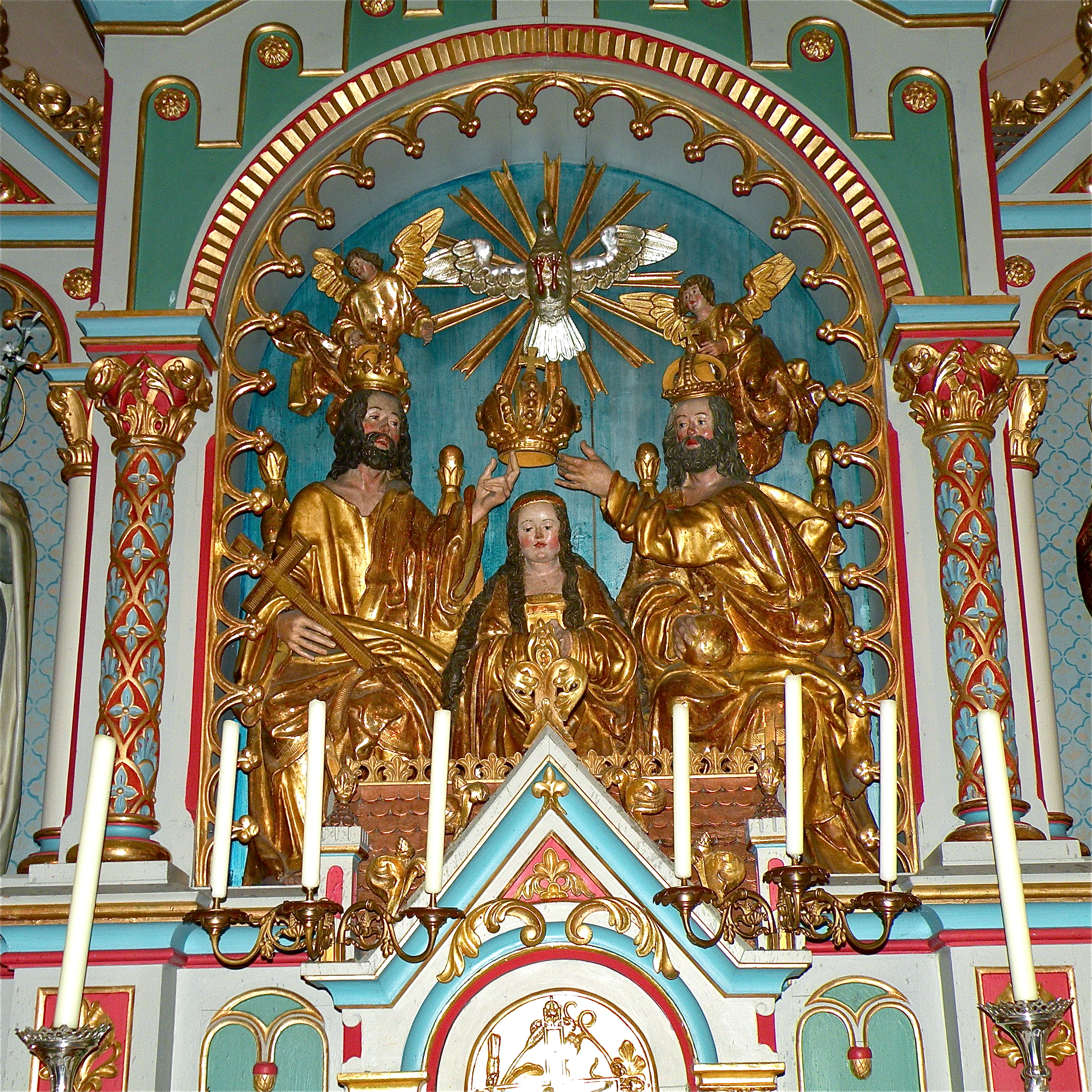
Gnadenbild Krönung Mariens
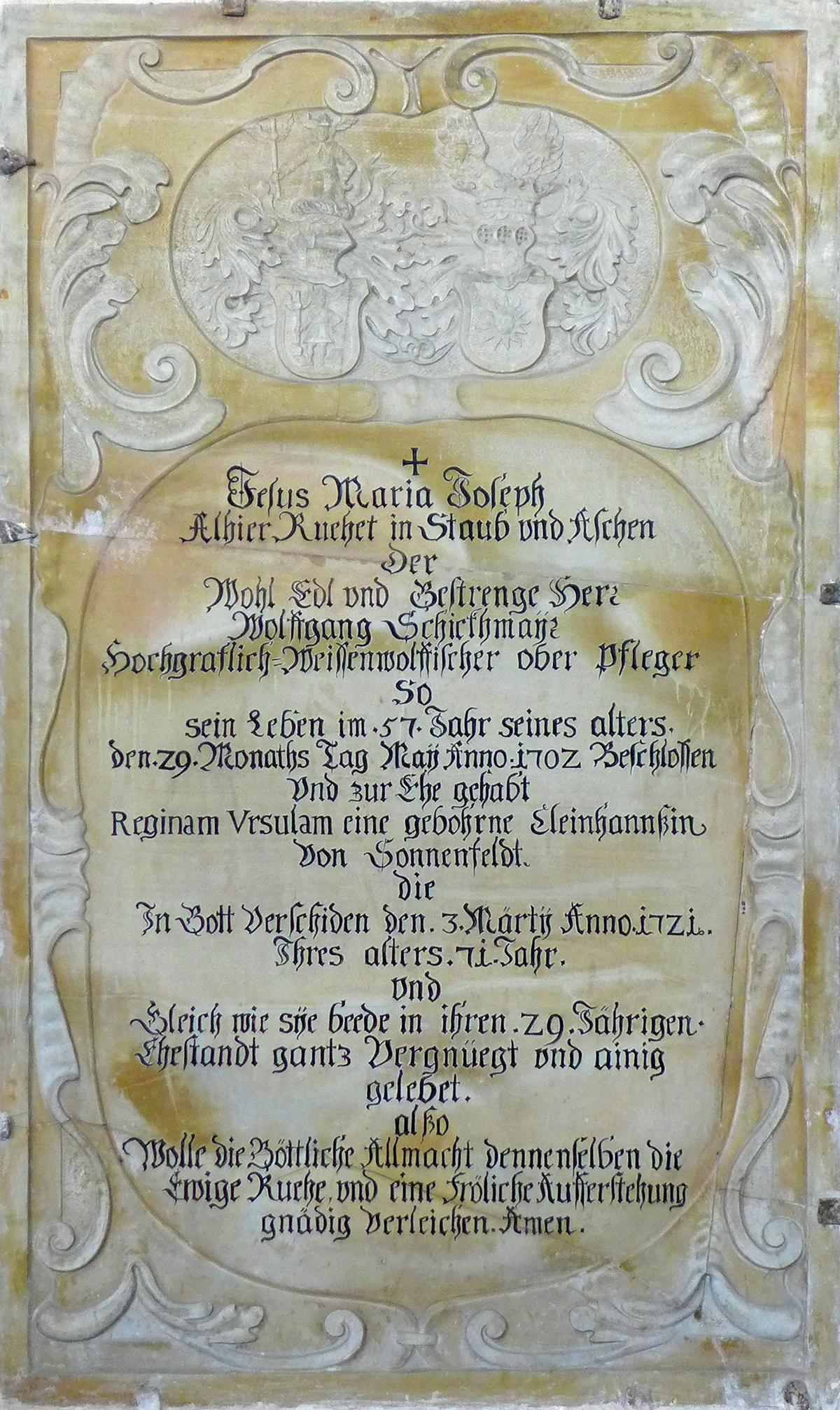
Wappengrabstein Schickhmayr
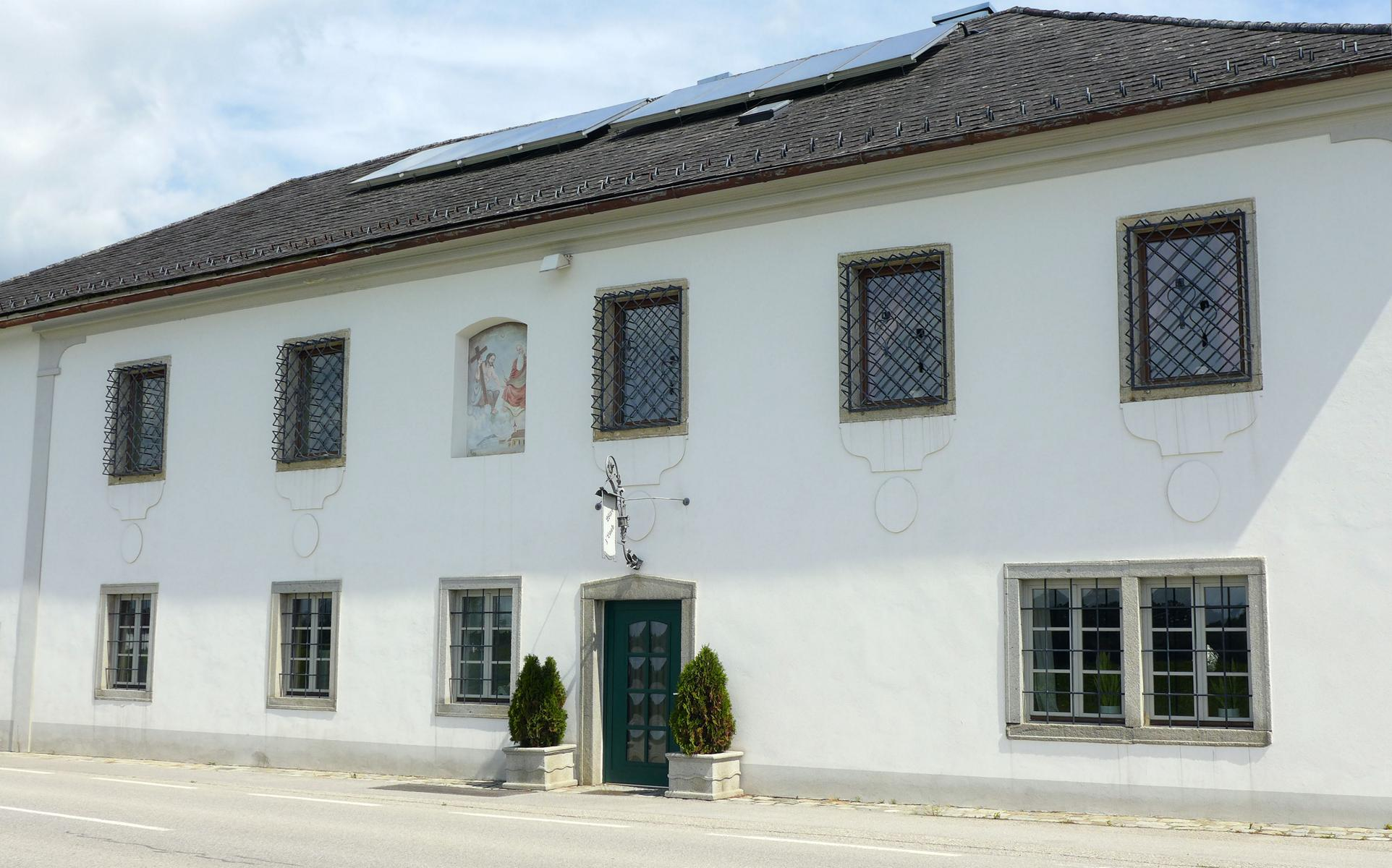
Wirt zu Laab

## Kircheneinrichtung
Das Langhaus schließt nach oben mit einer Flachdecke ab. Das große Deckengemälde zeigt die Aufnahme Mariens in den Himmel. Die Empore kommt ohne Stützen aus und besitzt eine Neo-Renaissance-Brüstung. Die Orgel baute Johann Lachmayr im Jahr 1899. Sie ist eine einmanualige Brüstungsorgel mit vier Registern.
Die Bemalung der Decken und Wände erfolgte im neoromanischen Stil der Beuroner Kunstschule (Hauptschiff mit Maria und Dreifaltigkeit, im Chor die Heiligen Sebastian, Rochus, Isidor und Antonius). Die neoromanischen Altäre schuf die Bildhauerwerkstatt des Josef Dirnberger in Perg. Dirnberger war auch Bürgermeister von Perg und gebürtig aus Naarn. Der Hochaltar birgt im Zentrum das historische Gnadenbild: Die prächtige Figurengruppe Krönung Mariens mit reich vergoldeten faltenreichen Gewändern.
In der Kirchengruft im Mittelgang sind Wolfgang Schickhmayr (Pfleger der Herrschaft Steyregg; † 1702) und dessen Ehefrau Regina Ursula Kleinhanns von Sonnenfeld († 1721) bestattet. Der dazugehörige Wappengrabstein befindet sich an der nördlichen Langhauswand.

## Nutzung
Die denkmalgeschützte Kirche wird heutzutage gerne als Hochzeitskirche verwendet. Regelmäßige Gottesdienste gibt es in den Sommermonaten. Fallweise werden noch Autobus-Wallfahrten nach Maria Laab unternommen.